# آبریز پل‌دار

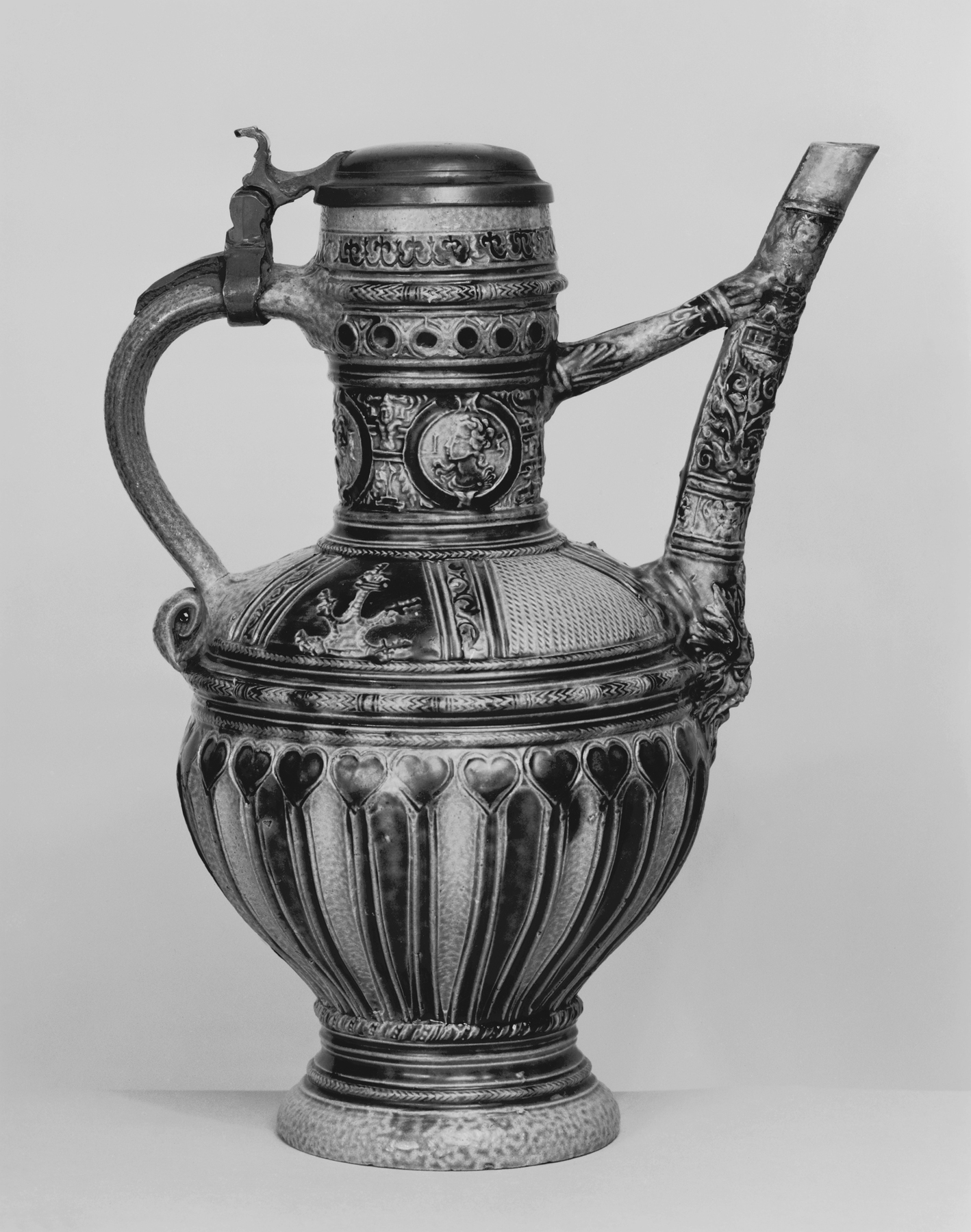
آبریز پل‌دار سنگی آلمانی از قرن شانزدهم

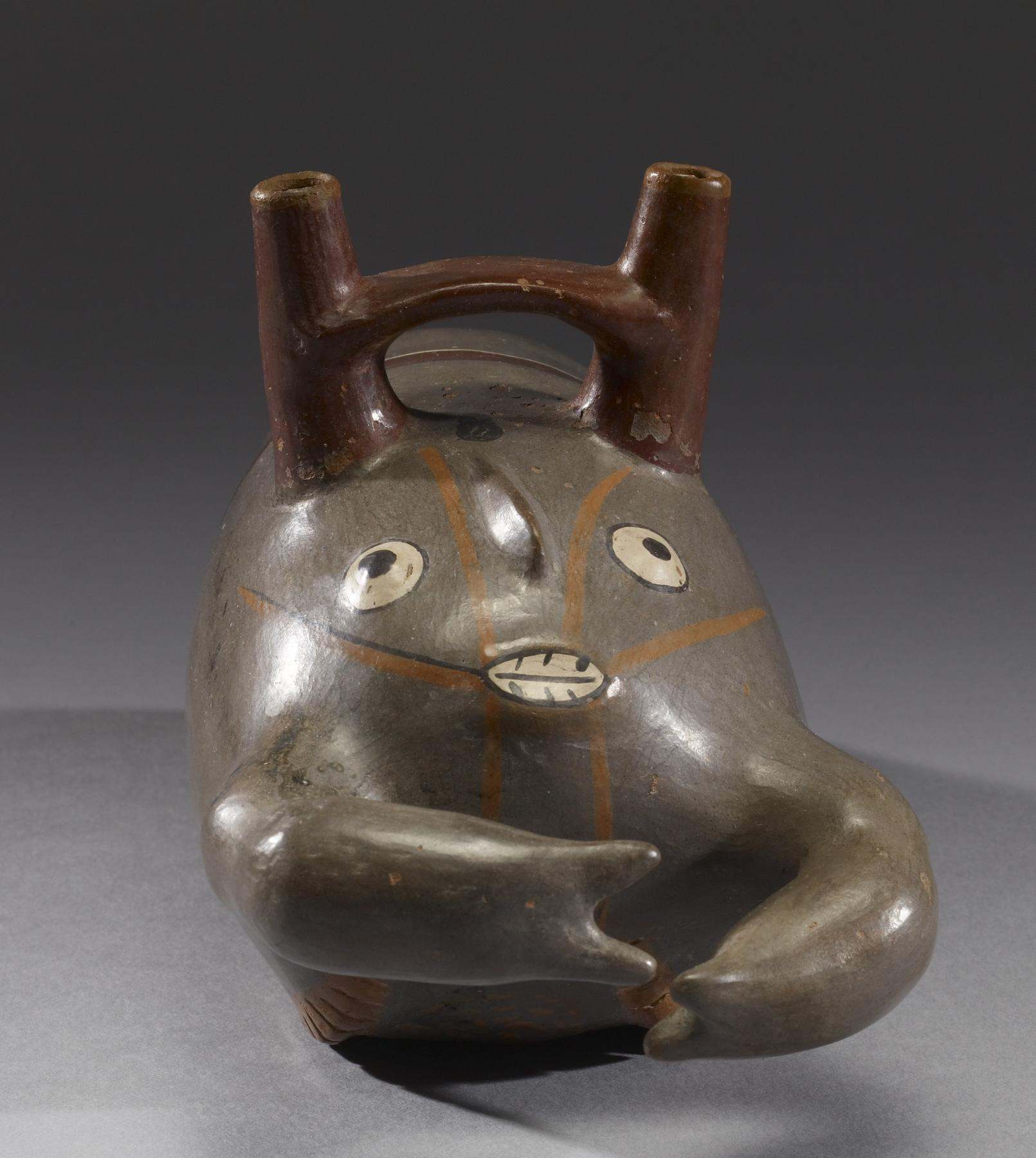
کوزه پل‌دار از فرهنگ نازکا، به شکل خرچنگ، ۳۰۰–۶۰۰ پس از میلاد (مرحله‌های میانی اولیه III-IV)

آبریز پُل‌دار نوعی از ظروف لوله‌دار است که یک لوله یا قطعه دیگر، بدنه اصلی آن و لولهٔ دهانه‌ای آن به هم وصل می‌کند.
خاستگاه آبریز پل‌دار دوران باستان است. نمونه‌های این نوع ظروف در ایران در اوایل عصر آهن و در جزیره کرت یونان یافت شده‌است. این نوع آبریز معمولاً در عصر برنز یا اوایل عصر آهن ساخته می‌شد. نمونه اولیه یک آبدان پل‌دار در کاخ باستانی فیستوس در آثار مینوسی جزیره کرت کشف شده‌است که دیرینگی آن به عصر برنز می‌رسد.
نوع متفاوتی از سفال‌های تمدن نازکا در پرو پیشاکلمبیایی وجود دارد که در آن دو لوله که به صورت عمودی از بدنه ظروف بیرون آمده‌اند توسط پلی به هم متصل می‌شوند که ظاهراً به عنوان دسته حمل نیز عمل می‌کرد.